# Брайкович, Горан
Горан Брайкович (хорв. Goran Brajković; 18 июля 1978 или 17 июля 1978, Загреб — 28 июня 2015, Матульи, Приморско-Горанская жупания) — хорватский футболист, полузащитник. Погиб в аварии на мотоцикле в городе Матульи.

## Клубная карьера
Футбольную карьеру начал в 1998 году в составе «Риеки», в составе которого выступал на протяжении 5 сезонов и провел 131 матч в чемпионате Хорватии. В 2003 году переехал в Украину, где подписал контракт с киевским «Арсеналом». Дебютировал в футболке «канониров» 17 июля 2003 года в домашнем поединке 2-го тура Премьер-лиги против столичной «Оболони». Брайкович вышел на поле в стартовом составе и отыграл весь матч. 24 августа 2003 года в 1/16 финала Кубка Украины отметился двумя голами (на 24 и 78 минутах) в воротах стрыйского «Газовик-Скала» (4:1). Брайкович вышел на поле в стартовом составе и отыграл весь матч. В футболке «Арсенала» провел 6 поединков в высшей лиге, еще 2 поединка (2 гола) провел в Кубке Украины. Также провел один поединок в футболке киевского ЦСКА. В начале января 2004 года отправился на просмотр в российский «Шинник», стороны были близки к подписанию контракта, но в последний момент трансфер сорвался.
Выступал также в клубах «Поморац», «Бела Крайина», «Коупавогюр», «Фламуртари», «Кастория», а также «Опатия», в составе которых Брайкович выступал на протяжении пяти сезонов и завершил карьеру футболиста в 2014 году.

## Международная карьера
В 2001 году игра молодого полузащитника привлекла внимание главного тренера сборной Хорватии, Дражана Ерковича, который вызвал Брайковича в состав «шашечных». Дебют состоялся 10 ноября 2001 года в товарищеском матче против Южной Кореи (1:1). Три дня спустя вышел вновь вышел в футболке сборной во втором товарищеском матче против корейцев, но на этот раз азиатская сборная победила со счетом 2:0, а Брайкович больше не вызывался в хорватскую сборной. 

## Достижения

### «Фламуртари»
- Обладатель Кубка Албании: 2008/09